# Piétisme radical

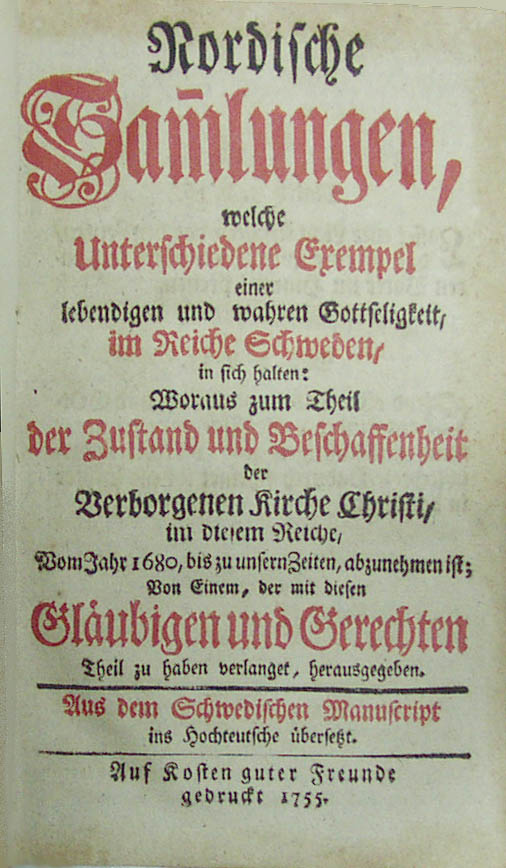
Page de titre de, une œuvre en allemand, couvrant le martyre de plusieurs piétistes radicaux en Suède.

Le piétisme radical regroupe des églises chrétiennes qui ont choisi de rompre avec le luthéranisme dénominationnel pour mettre l'accent sur certains enseignements concernant la vie sainte. Les piétistes radicaux se distinguent des piétistes d'église, qui ont choisi de rester dans leur cadre dénominationnel luthérien. Les piétistes radicaux font la distinction entre le vrai et le faux christianisme, ce dernier étant représenté par les églises établies. Ils se sont séparés des églises établies pour former leurs propres dénominations chrétiennes.
Le piétisme radical met l'accent sur la nécessité d'une "religion du cœur" plutôt que de la tête, et se caractérise par une pureté éthique, une dévotion intérieure, la charité et l'ascétisme. Le leadership met l'accent sur la sanctification des adhérents plutôt que sur le sacramentalisme. Le mouvement piétiste s'est développé dans le Saint-Empire romain germanique, dirigé par ceux qui croyaient qu'une expérience émotionnelle plus profonde était incompatible avec ce qu'ils percevaient comme une adhésion préétablie à la forme, peu importe son authenticité. Ils insistent sur une expérience personnelle du salut et une ouverture continue à une nouvelle illumination spirituelle.
Beaucoup de piétistes radicaux sont influencés par les écrits de Jakob Böhme, Gottfried Arnold et Philipp Jakob Spener, entre autres. Ils enseignent que la sainteté personnelle (piété), la maturité spirituelle, l'étude de la Bible, la prière et le jeûne sont essentiels pour "ressentir les effets" de la grâce.
Les églises du mouvement piétiste radical incluent l'Église des frères mennonites (en), la Communauté de la véritable inspiration (en) (Inspirationalistes), la Conférence générale baptiste, les membres de la Fédération internationale des églises évangéliques libres (comme l'Église évangélique du pacte (en) et l'Église évangélique libre), les Templiers, les River Brethren (y compris l'Église des Frères en Christ, l'Église de la Sainteté du Calvaire, les Old Order River Brethren et l'Église Unie de Sion), ainsi que les Frères de Schwarzenau (en),,,,.

## Croyances
Contrairement aux luthériens piétistes, les piétistes radicaux croient en la séparation (en) des églises luthériennes établies,. Ils pensent que les chrétiens peuvent vivre grâce à l'autonomisation directe du Saint-Esprit plutôt que de compter sur une hiérarchie complexe. Les églises dans la tradition du piétisme radical enseignent la nécessité de la nouvelle naissance, au cours de laquelle on fait une expérience personnelle de conversion à Christ. Les piétistes radicaux mettent l'accent sur l'importance de la vie sainte et pratiquent fréquemment le jeûne et la prière. Ils croient également en la non-résistance et « interdisent aux chrétiens de verser le sang ».
En ce qui concerne le baptême, de nombreux piétistes radicaux, tels que les Frères de Schwarzenau, adhèrent à l'enseignement du baptême par triple immersion : « que la forme originelle et apostolique du baptême consistait à immerger le candidat en avant dans l'eau trois fois (une fois au nom du Père, une fois au nom du Fils et une fois au nom de l'Esprit). » Les piétistes radicaux, comme les Frères de Schwarzenau et les River Brethren, pratiquent également l'agape, qui inclut le lavement des pieds et le baiser de paix, ainsi que la communion fermée (en). Les communautés piétistes radicales ne croient pas au serment. Elles résolvent les problèmes au sein de la communauté au niveau de la congrégation sous les conseils d'église présidés par des anciens, plutôt que dans les tribunaux civils. Les membres qui pèchent ouvertement sont visités par les anciens et encouragés à se repentir de leurs transgressions.

## Communautés actives
Les églises du mouvement piétiste radical comprennent la Conférence générale baptiste, la Communauté de la véritable inspiration (en) (Inspirationalists), les membres de la Fédération internationale des églises évangéliques libres (telles que l'Église évangélique du pacte (en) et l'Église évangélique libre), la Église des frères mennonites (en), les Templiers, les River Brethren et les Frères de Schwarzenau (en),,,.

### Conférence générale baptiste
Converge, anciennement connu sous le nom de Conférence générale baptiste, a émergé à la suite de la propagation du piétisme radical en Suède. La convention est apparue parmi les piétistes radicaux qui se sont séparés des églises d'État et met l'accent sur les doctrines du « baptême du croyant, d'une église de croyants, de l'accès libre à la lecture et à l'étude des Écritures, de l'importance de la prière et d'autres disciplines spirituelles, et d'un mode de vie démontrant une séparation du péché. ». La Conférence générale baptiste du Canada est également fondée en 1981.

### Conférence baptiste nord-américaine
La Conférence baptiste nord-américaine a émergé de manière similaire à la Conférence générale baptiste, mais aux États-Unis et au Canada pour les immigrants germanophones,,.

### Communité de la véritable inspiration
La Communauté de la véritable inspiration, aujourd'hui basée dans les Colonies Amana, est connue pour sa dépendance aux Werkzeuge, hommes et femmes inspirés par le Saint-Esprit. Les affaires temporelles des Inspirationnistes continuent de prospérer grâce à leur "combinaison équilibrée d'agriculture, de tourisme et de fabrication des réfrigérateurs Amana." Les adhérents de la Communauté de la Véritable Inspiration pratiquent leur foi radicale piétiste de manière relativement inchangée depuis des centaines d'années.

### Fédération internationale des églises évangéliques libres

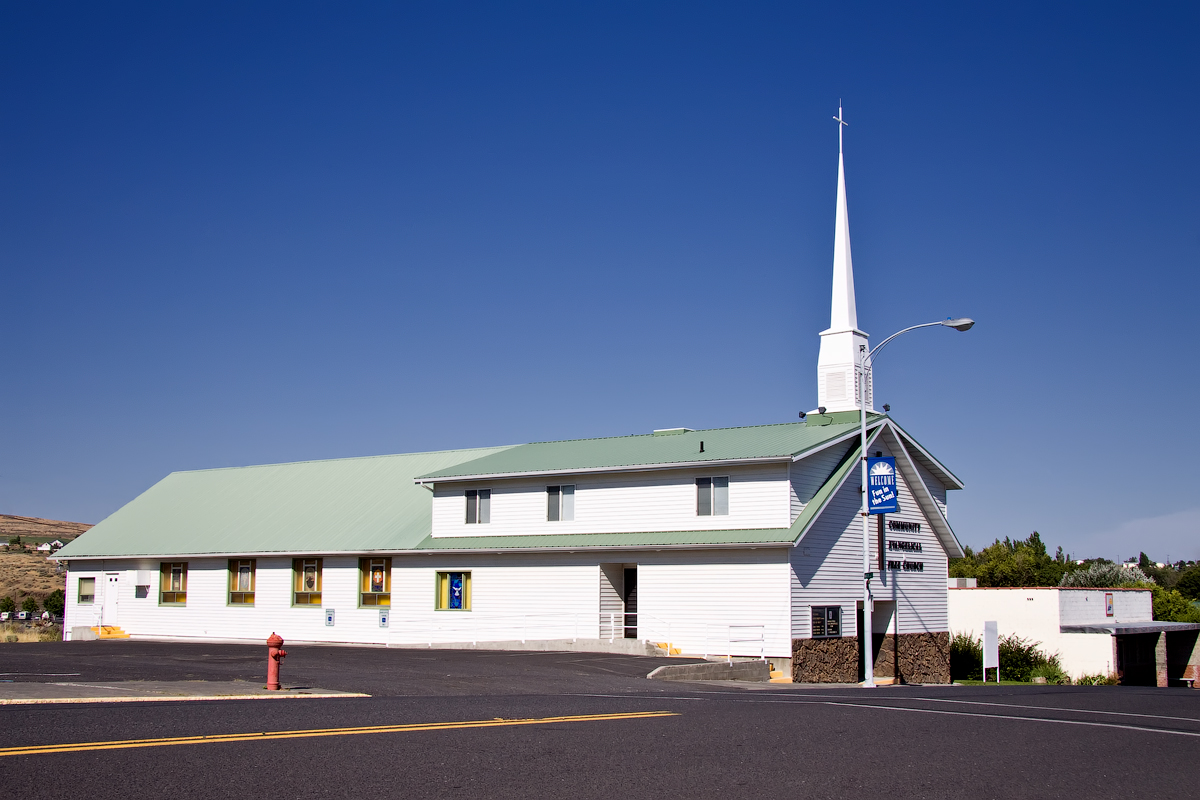
Église évangélique libre communautaire de Soap Lake, Washington

L'Église évangélique du pacte et l'Église évangélique libre sont des dénominations de la tradition piétiste radicale fondées par des immigrants scandinaves en Amérique (voir Mission Friends (en)). Elles, ainsi que d'autres églises piétistes radicales, ont fondé la Fédération internationale des églises évangéliques libres comme une association de dénominations à travers le monde qui "partagent la même approche piétiste de la foi et acceptent la Bible comme leur seul credo".

### Église des frères mennonite
L'Église des frères mennonites a émergé parmi les Mennonites russes qui ont accepté le piétisme radical,. En raison de la croyance en l'évangélisation prônée par les piétistes radicaux, les Frères Mennonites sont caractérisés par leur accent sur le travail missionnaire. Comme d'autres piétistes radicaux, les Frères Mennonites mettent l'accent sur une expérience de conversion personnelle.

### River Brethren

#### Église des Frères en Christ et Église de la Sainteté du Calvaire
L'Église des Frères en Christ a émergé dans le comté de Lancaster après qu'un groupe de Mennonites a été influencé par des prédicateurs piétistes radicaux qui « mettaient l'accent sur la passion spirituelle et une relation personnelle chaleureuse avec Jésus-Christ »,. Ils enseignent « la nécessité d'une expérience de conversion-crise » ainsi que l'existence d'un second acte de grâce (en) qui « donne au croyant la capacité de dire non au péché ». L'Église des Frères en Christ a connu un schisme en 1964, ce qui a conduit à la formation de l'Église de la Sainteté du Calvaire, qui continue de mettre l'accent sur le port du voile par les femmes (en), la tenue vestimentaire sobre (en), la tempérance, le lavement des pieds et le pacifisme. L'Église de la Sainteté du Calvaire est considérée comme faisant partie du mouvement de sainteté conservateur (en).

#### Old Order River Brethren

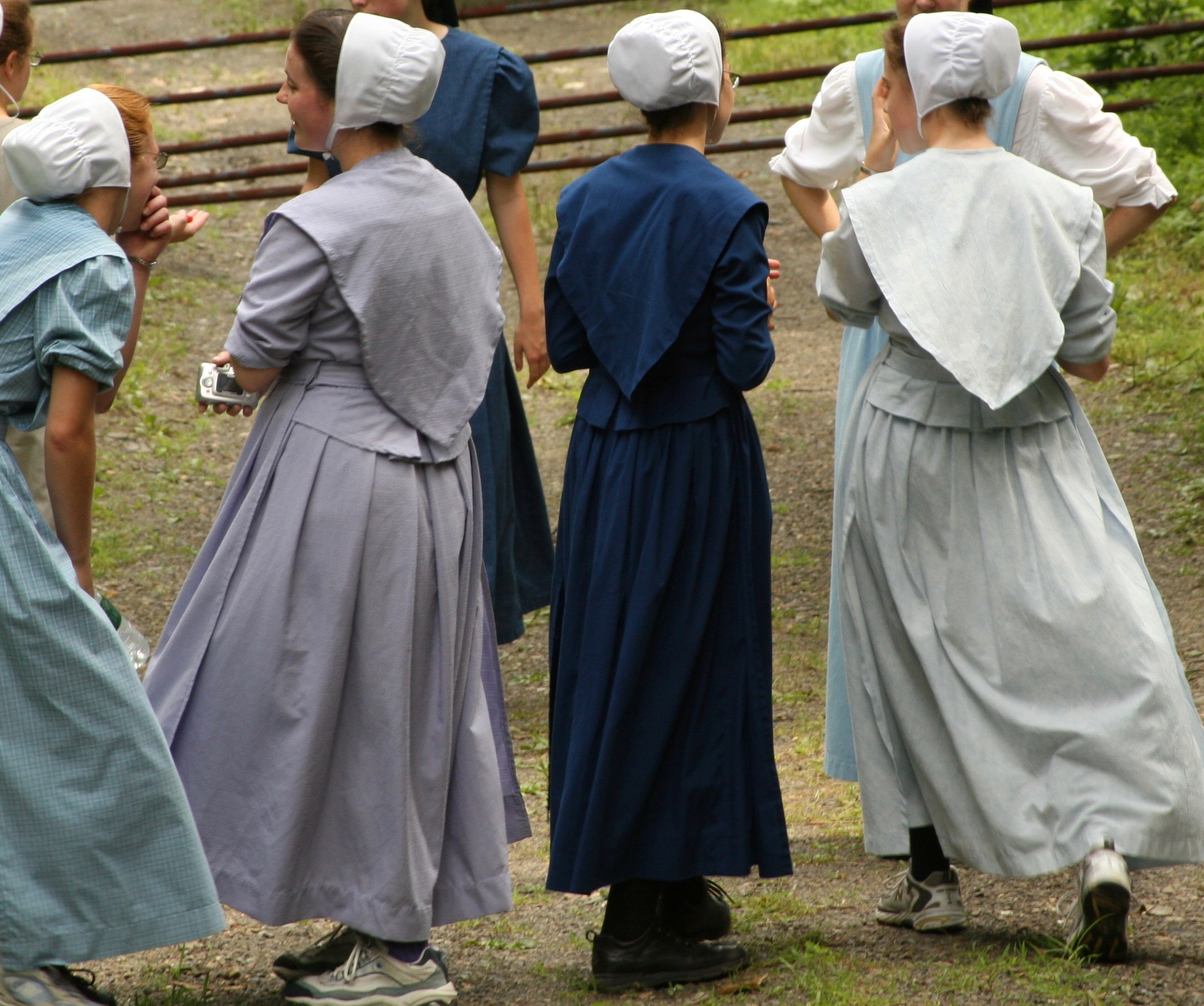
Femmes appartenant aux Old Order River Brethren, une dénomination anabaptiste dans la tradition piétiste radicale

Les Old Order River Brethren sont un groupe anabaptiste de la tradition piétiste radicale, distingué par leur pratique de la tenue vestimentaire simple et leur abstention de ce qu'ils considèrent comme des divertissements mondains, tels que la télévision. Les Old Order River Brethren se sont séparés des autres branches des River Brethren (les Brethren in Christ et l'Église Unie de Sion) pour prôner les doctrines de la non-résistance et de la non-conformité au monde ; ils sont les plus conservateurs dans la tradition des River Brethren. Les River Brethren tiennent des réunions d'expérience, où "les membres témoignent de l'œuvre de Dieu dans leur vie en les amenant au salut et à la vie quotidienne". Lorsqu'un membre a une expérience de conversion, il ou elle commence à participer à la réunion d'expérience et demande ensuite le baptême.

#### Église Unie de Sion
L'Église Unie de Sion est une dénomination piétiste radicale dans la tradition anabaptiste, spécifiquement celle des River Brethren. Elle s'est séparée de la branche principale des River Brethren en raison de son autorisation des maisons de réunion, plutôt que de se réunir pour le culte dans des foyers,.

### Schwarzenau Brethren

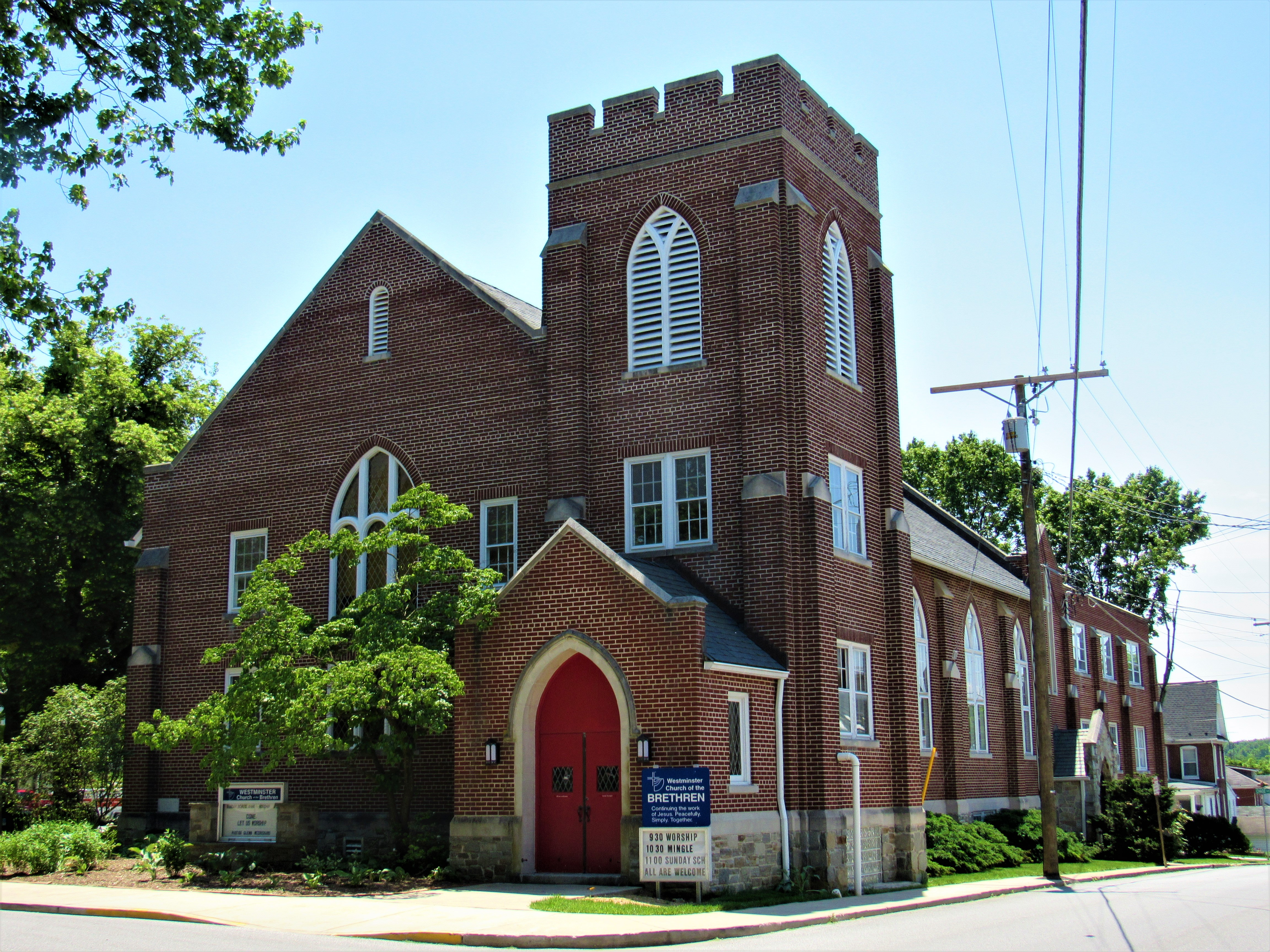
Une église appartenant à l'Église des Frères, une dénomination des Frères de Schwarzenau qui fait partie de la tradition piétiste radicale.

Une communauté piétiste radicale connue sous le nom des Frères de Schwarzenau a vu le jour en 1708. Les Frères de Schwarzenau comprennent les Vieux Ordres des Frères de Schwarzenau, les Frères conservateurs de Schwarzenau — l'Église des Frères Dunkard (en), et les Frères de Schwarzenau des courants principaux — l'Église des Frères et la Brethren Church,,. Ils sont connus pour leur célébration fréquente de l'agape, qui, pour eux, consiste en le lavage des pieds, le souper, le baiser saint et l'Eucharistie.

### Société des Templiers

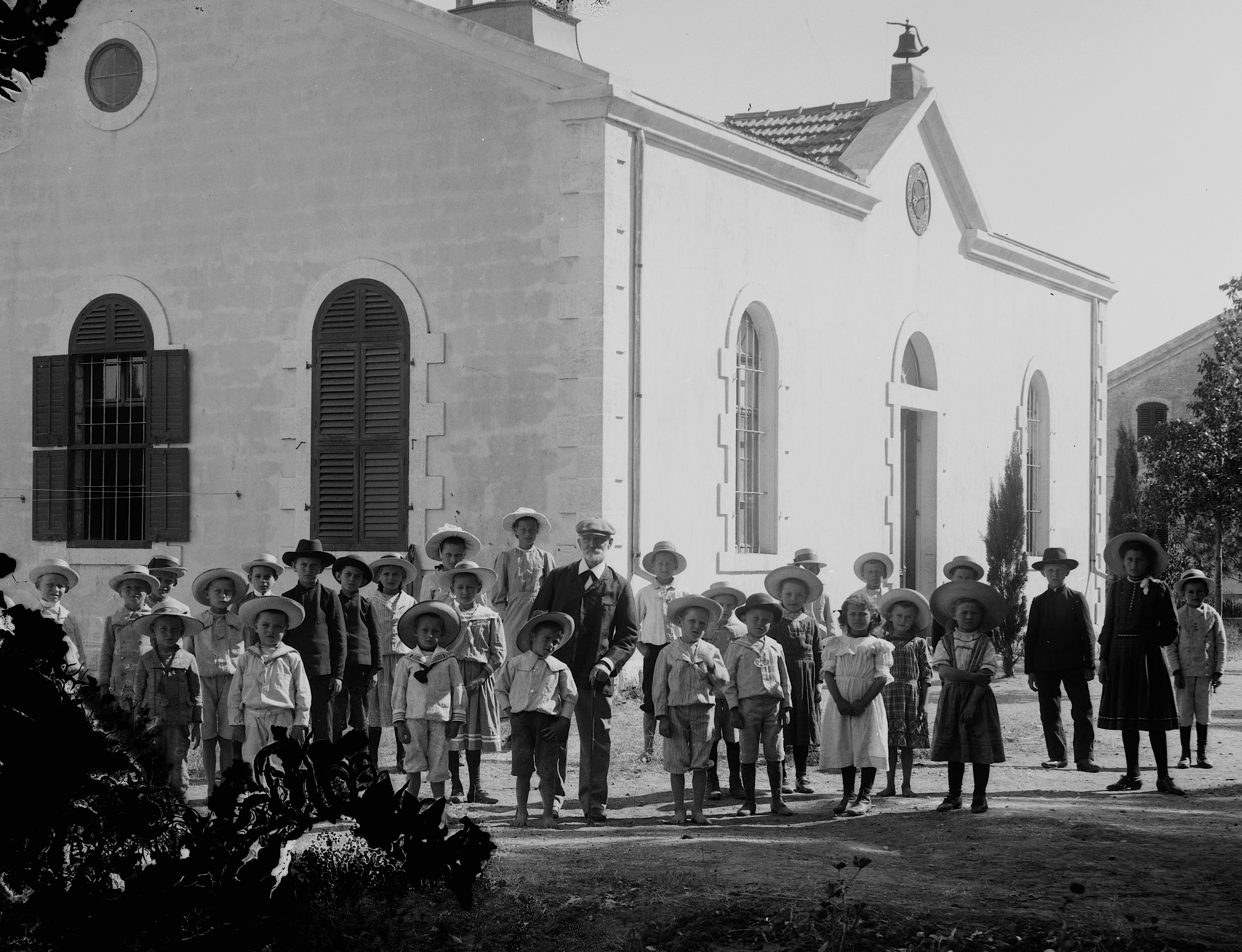
Les Templiers, une communauté piétiste radicale qui vivait en Palestine avant d'être relocalisée en Australie.

Les Templiers sont une communauté piétiste radicale qui a émergé en Allemagne. Ils encouragent les petits groupes pour étudier la Bible et mettent l'accent sur la préparation à la Seconde Venue du Christ,. De nombreux Templiers ont migré vers la Russie, la Palestine et plus tard vers l'Australie, où l'Église est connue sous le nom de Temple Society Australia (en).

## Vie communautaire
Un trait commun à certains piétistes radicaux est qu'ils ont formé des communautés où ils cherchaient à raviver la vie chrétienne originale des Actes des Apôtres. D'autres piétistes radicaux « préféraient une vie largement solitaire de prière, vivant dans des cottages modestes ou même des habitations plus primitives dans les collines à l'extérieur de la ville ».
Jean de Labadie (1610-1674) a fondé un groupe communautaire en Europe, connu sous le nom de Labadistes, d'après son fondateur. Johannes Kelpius (1673-1708) a dirigé un groupe communautaire venu d'Allemagne en Amérique en 1694. Conrad Beissel (en) (1691-1768), fondateur d'un autre groupe communautaire piétiste, le Cloître d'Ephrata (en), a également été particulièrement influencé par l'accent mis par le piétisme radical sur l'expérience personnelle et la séparation du christianisme falsifié. La Société Harmonique (en) (1785-1906), fondée par George Rapp (en), était un autre groupe religieux germano-américain influencé par le piétisme radical. D'autres groupes incluent les Séparatistes de Zoar (1817-1898) et les Colonies d'Amana (1855-aujourd'hui).
En Suède, un groupe de piétistes radicaux a formé une communauté, les « Skevikarna (en)», sur une île près de Stockholm, où ils ont vécu comme les gens d'Ephrata, pendant près d'un siècle. Eric Jansson (en) était un autre piétiste radical suédois qui a formé une communauté séparatiste, la colonie de Bishop Hill (en), après avoir émigré en Illinois.
Le rôle du piétisme radical dans l'émergence des communautés religieuses modernes n'a commencé à être adéquatement évalué que récemment, selon Hans Schneider, professeur d'histoire de l'Église à l'Université de Marbourg, en Allemagne. Cependant, cette déclaration se réfère à l'ère précoce du piétisme radical jusqu'à environ 1715, tandis que l'ère ultérieure a été couverte par de nombreuses études.

## Attentes de la fin des temps, rupture des barrières sociales
Deux autres traits communs du piétisme radical étaient leurs fortes attentes de la fin des temps et leur rupture des barrières sociales. Ils étaient fortement influencés par les prophéties recueillies et publiées par John Amos Comenius et Gottfried Arnold. Des événements comme les comètes et les éclipses lunaires étaient considérés comme des signes de jugements divins menaçants. En Pennsylvanie, Johannes Kelpius a même installé un télescope sur le toit de sa maison, où lui et ses disciples guettaient les signes célestes annonçant le retour du Christ.
En ce qui concerne les barrières sociales, en Allemagne et en Suède, le pronom familier « tu » (anglais : du) était couramment utilisé parmi les piétistes radicaux. Ils abandonnaient également fortement les désignations de classe et les diplômes académiques. Certaines barrières entre les hommes et les femmes étaient également brisées. De nombreuses femmes piétistes radicales sont devenues bien connues en tant qu'écrivaines et prophètes, ainsi que leaders de communautés philadelphiennes.

## Héritage
Le piétisme radical a fortement influencé le développement des Églises méthodistes ainsi que de l'Église morave,.
Le néo-luthéranisme fut un réveil luthérien en réaction contre le piétisme, et le mouvement piétiste en Allemagne déclina au XIXe siècle. Le piétisme radical a également eu une influence sur la religion anglicane, surtout telle qu'elle est pratiquée aux États-Unis, en raison des immigrants allemands, notamment en Pennsylvanie. Combiné à l'influence du presbytérianisme et du puritanisme, cela a finalement conduit au développement de ce que l'on appelle le troisième grand réveil et à l'émergence de l'évangélisme radical et du pentecôtisme, propres au christianisme aux États-Unis, tels qu'ils se sont développés entre la fin du XIXe siècle et le début du XXe siècle.
Karl Barth, qui soutenait initialement le piétisme, critiqua plus tard le piétisme radical, le considérant comme une tendance vers l'hétérodoxie. John Milbank, parlant du point de vue de l'orthodoxie radicale, voit ces critiques comme mal orientées, négligeant la capacité du piétisme radical à critiquer la philosophie moderne d'un point de vue théologique en questionnant la légitimité de la philosophie comme "raison autonome". Milbank considère cela comme l'impulsion derrière la montée rapide et l'échec des défenses de la raison critique par Fichte, Schelling et Hegel, culminant dans le piétisme radical de Kierkegaard, notamment dans sa critique de Hegel. De plus, il voit le contenu théologique du piétisme radical comme obligeant les idéalisations post-kantiennes à rester en quelque sorte théologiques et caractérisant certains éléments centraux de la philosophie moderne, y compris « la priorité de l'existence sur la pensée; la primauté du langage; le caractère 'extatique' du temps; l'historicité de la raison; le principe dialogique; la suspension de l'éthique; et la différence ontologique ».